# Neococytius cluentius
Neococytius cluentius là một loài bướm đêm thuộc họ Sphingidae. Loài này có ở miền bắc Nam Mỹ, Trung Mỹ, México và the Caribbean. Nó là loài hiếm ở Cuba. Loài này có ở Bắc Mỹ, from Mississippi phía bắc đến Michigan và Illinois.
Sải cánh dài 140–160 mm. There are at least three generations in the tropics, con trưởng thành bay từ tháng 12 đến tháng 1, tháng 5 đến tháng 6 (hay tháng 7 ở Jamaica) và tháng 10.
Ấu trùng ăn Annonaceae và Piperaceae species cũng như Ipomoea batatas.

## Hình ảnh

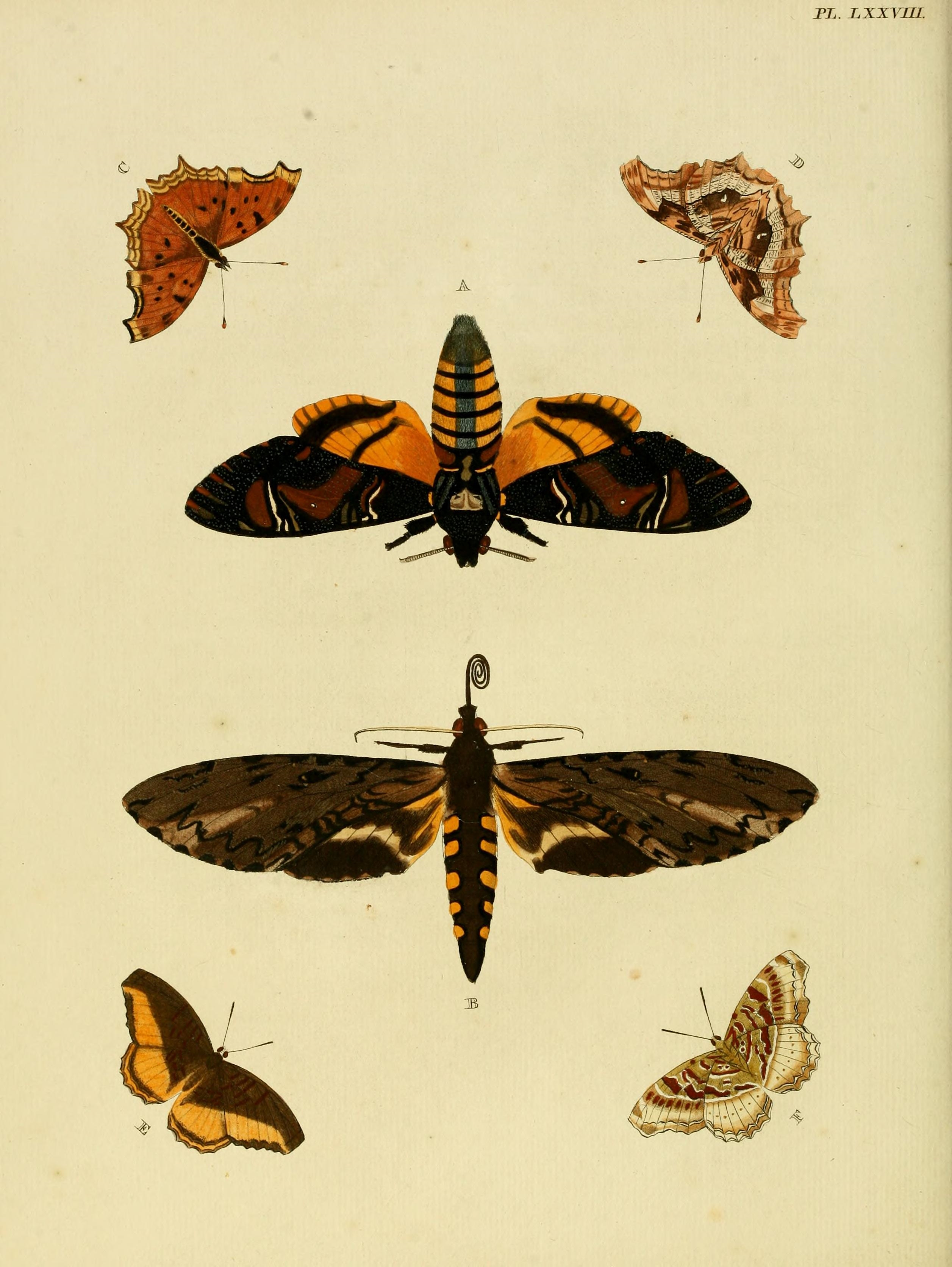
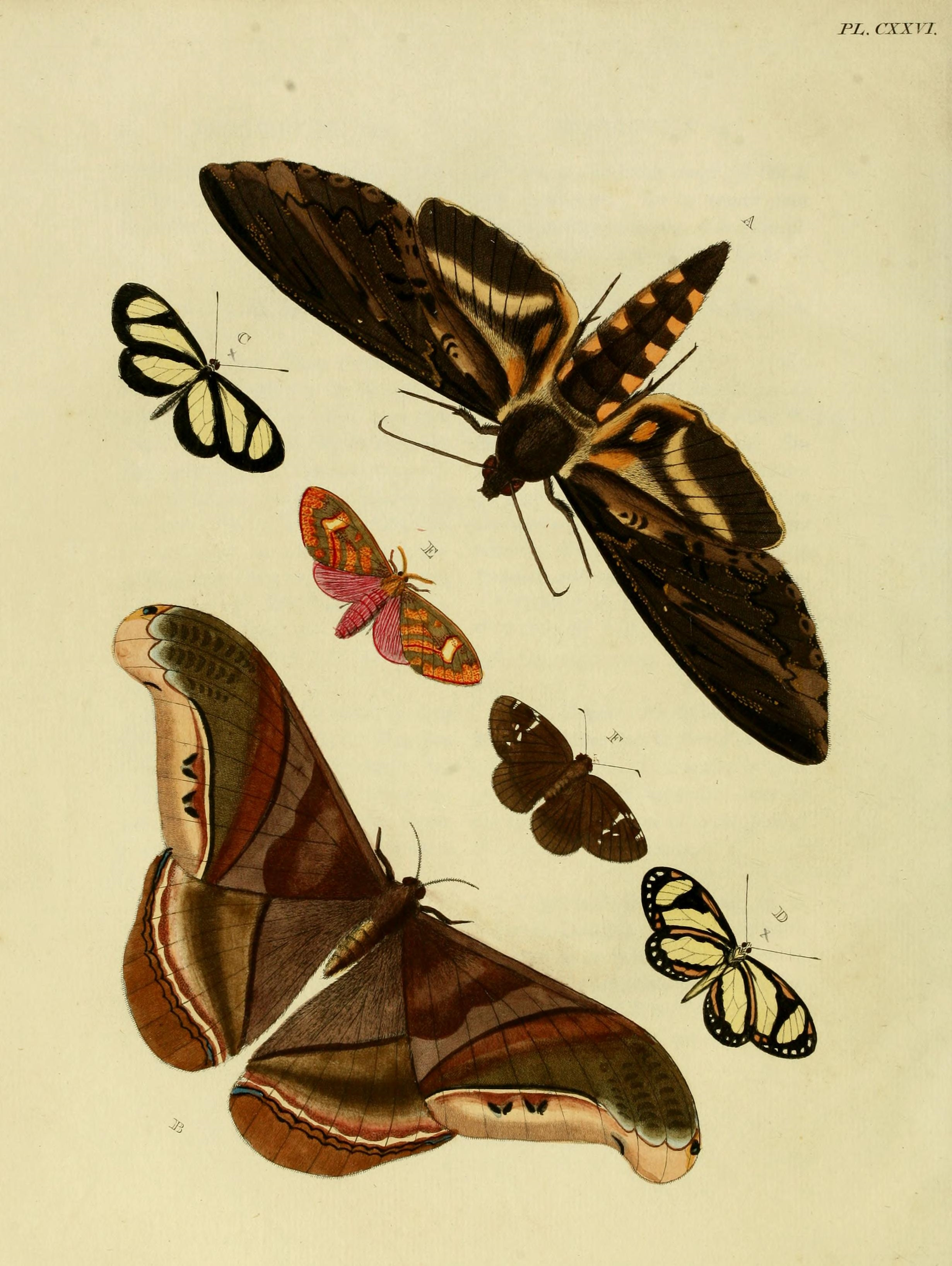